# 第四次全国文物普查
第四次全国文物普查，简称“四普”，是中华人民共和国境内组织的一次全国范围的不可移动文物普遍调查活动，自2023年11月开始，预计2026年6月结束。

## 背景
距离第三次全国文物普查已有12年，不可移动文物资源状况发生了较大变化，外部环境也对文物的系统性保护提出了更高的要求。

## 过程
2023年1月5日，全国文物局长会议召开。会议上确定了国家文物局将在2023年筹备启动第四次全国文物普查。
2023年7月31日，国家文物局印发《国家文物局关于开展第四次全国文物普查准备工作的通知》，针对本次普查的筹备阶段，在人员组织、预算经费、资料整合、既有文物保护等方面做出了具体要求。
2023年10月22日，国务院印发《国务院关于开展第四次全国文物普查的通知》，决定于2023年11月起开展第四次全国文物普查。
2023年12月14日，第四次全国文物普查领导小组第一次会议召开，审议通过《第四次全国文物普查总体方案》。本次普查制定不可移动文物认定、分类、定名、年代、计量等五大类标准。
2024年1月23日，第四次全国文物普查领导小组办公室第一次全体会议召开。标志着领导小组办公室正式组建。
2024年2月28日，第四次全国文物普查试点培训班在重庆开班。标志着第四次全国文物普查由前期准备、组织发动正式进入到实质性工作阶段。
为全面推进普查，第四次全国文物普查2024年度培训在东北、华北、西南、华东、中南、西北六个片区分别开展，至4月18日结束。培训覆盖领导小组各成员单位和省、市两级普查骨干。标志着普查准备工作已从机构组建进入到人员集训环节。
2024年5月6日，第四次全国文物普查领导小组办公室第二次全体会议召开，原则通过《第四次全国文物普查信息技术方案》《第四次全国文物普查标准、登记表和著录说明》。
2024年11月18日，第四次全国文物普查领导小组办公室第三次全体会议召开。国家文物局与19个成员单位的普查通知全部印发；国省市县四级普查经费合计14.06亿元，县级普查经费首次全部落实到位；首次掌握市级文物保护单位实有名录数量；截至第三次全体会议召开时，已复查504089处三普不可移动文物，调查31069处新发现文物；会议提出，将遴选年度重要新发现文物。
2024年12月27日，成立第四次全国文物普查专家组，国家文物局原副局长关强担任专家组组长。
2025年3月11日，第四次全国文物普查领导小组办公室第四次全体会议召开，强调启动第二轮普查调研指导，要督促各地将工作重点从复查转到新发现。
2025年5月14日，第四次全国文物普查领导小组办公室第五次全体会议召开，要求加大新发现力度，并要求对文物未消失而被违规撤销的，应予纠正，提出谋划普查第三阶段的工作，声明启动第九批全国重点文物保护单位申报遴选。

## 普查过程
根据《国务院关于开展第四次全国文物普查的通知》，该普查分三个阶段进行。普查标准时点为2024年4月30日。
| 阶段     | 始         | 止         | 主要任务                                                                                         |
| -------- | ---------- | ---------- | ------------------------------------------------------------------------------------------------ |
| 第一阶段 | 2023年11月 | 2024年04月 | 建立各级普查机构，确定技术标准和规范，开发普查系统与采集软件，开展培训、试点工作。               |
| 第二阶段 | 2024年05月 | 2025年05月 | 以县域为基本单元，实地开展文物调查。                                                             |
| 第三阶段 | 2025年06月 | 2026年06月 | 依法认定、登记并公布不可移动文物，建立国家不可移动文物资源总目录，逐级验收并向社会公布普查成果。 |

### 第一阶段
据《第四次全国文物普查试点工作方案》，定于2024年2月至2024年3月31日在全国13个县（区、市）开展普查试点，具体如下：
|    | 普查试点县（区、市）           | 试点内容                             |
| -- | ------------------------------ | ------------------------------------ |
| 1  | 北京市东城区                   | 古建筑、近现代重要史迹及代表性建筑   |
| 2  | 山西省运城市盐湖区             | 古建筑                               |
| 3  | 上海市宝山区                   | 近现代重要史迹及代表性建筑、工业遗产 |
| 4  | 浙江省金华市浦江县             | 古建筑                               |
| 5  | 江西省上饶市婺源县             | 古建筑                               |
| 6  | 山东省济宁市曲阜市             | 古建筑                               |
| 7  | 河南省周口市淮阳区             | 古文化遗址、古墓葬                   |
| 8  | 湖北省恩施州恩施市             | 全类型                               |
| 9  | 湖南省长沙市开福区             | 古建筑、近现代重要史迹及代表性建筑   |
| 10 | 重庆市渝中区                   | 近现代重要史迹及代表性建筑           |
| 11 | 四川省资阳市安岳县             | 石窟寺及石刻                         |
| 12 | 四川省巴中市通江县             | 古墓葬                               |
| 13 | 新疆维吾尔自治区吐鲁番市高昌区 | 古文化遗址                           |

另有2个军队营区的国家级普查试点。

### 第二阶段
截至2024年9月23日，全国已复查25.3万余处三普不可移动文物，复查率占33%。已调查发现1.8万余处新发现的文物，新发现比例为7.2%。
据2025年1月8日至9日在京举行的全国文物局长会议，2024年全国已新发现文物5.2万余处。
2025年4月15日，第四次全国文物普查现场会在山西省长治市召开。

## 普查对象及目的
本次普查计划的对象是中国大陆境内地上、地下、水下的不可移动文物，其中重点为对已登记、认定的不可移动文物进行复查，同时调查、登记、认定新发现的不可移动文物。在全国范围开展不可移动文物的复查和新发现，调查基础信息，评估文物价值，依法完成文物认定、登记和公布程序，纳入法定保护对象。在此基础上，县级以上地方各级人民政府建立、公布辖区内不可移动文物目录，汇总建立国家不可移动文物资源总目录。以普查掌握的不可移动文物资源信息数据为基础，建立全国不可移动文物资源大数据库，为推进文物资源资产管理，加强文物空间管控、动态监测等工作提供依据。

## 领导小组
已知领导小组组成人员有：
组长
- 李书磊（中共中央政治局委员、中央书记处书记、中央宣传部部长）[7]
- 谌贻琴（国务委员）[7]

副组长
- 胡和平（中央宣传部常务副部长、文化和旅游部部长）[22]
- ？（国务院副秘书长）[22]
- 李群（文化和旅游部副部长、国家文物局局长）[22]

成员单位有25个相关部门。

### 领导小组办公室
领导小组办公室设在国家文物局，负责普查工作的日常组织和具体协调。由国家文物局、中央宣传部、文化和旅游部、中央纪委国家监委驻文化和旅游部纪检监察组相关司局及直属单位有关人员组成。
已知领导小组办公室组成人员有：
主任
- 李群（文化和旅游部副部长、国家文物局局长）[10]→饶权（文化和旅游部副部长、国家文物局局长）[17]

副主任
- 关强（国家文物局副局长）[10]→解冰（国家文物局副局长）[21]
- 刘汉俊（中央宣传部文化艺术局局长）[10]

内设7个工作组。
- 综合协调组
- 保障装备组
- 宣传组
- 督察组
- 人员培训组
- 信息数据组
- 业务指导组